# Ulmus pumila
L'olmo siberiano (Ulmus pumila L.) è una pianta appartenente alla famiglia Ulmaceae, originaria della Siberia e della Cina settentrionale, ed introdotta in Europa nella seconda metà dell'Ottocento .

## Descrizione

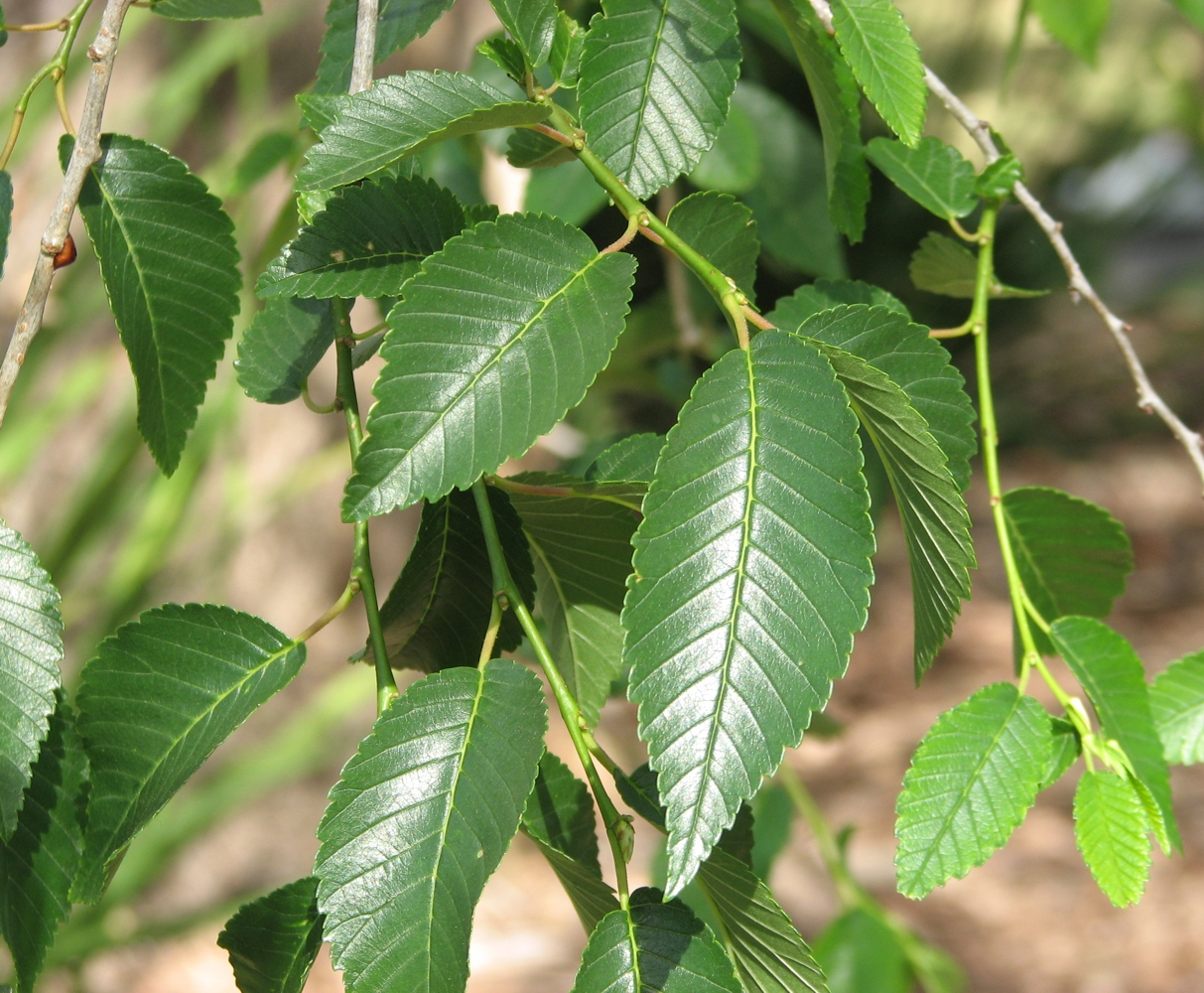
Foglie

È abitualmente un albero di taglia medio-piccola che può tuttavia raggiungere i 20 m di altezza, con un tronco di 80 cm di diametro.

Le foglie sono decidue nelle aree fredde, ma semi-sempreverdi nelle aree calde. Sono lunghe circa 7 cm e larghe 3 cm, con una base obliqua ed un margine seghettato, di colore verde scuro che diviene giallo in autunno.

I fiori apetali, con impollinazione anemogama, sbocciano ad inizio primavera prima delle foglie; a differenza della maggior parte degli olmi, U. pumila è in grado di autoimpollinazione.

I frutti sono sàmare lunghe 1-1,5 cm, con un'ala membranosa ovale che favorisce la dispersione anemocora del seme.
Nei climi temperati è un albero dalla vita relativamente breve che raramente supera i 60 anni, ma nel suo ambiente originario riesce a vivere tra 100 e 150 anni.

## Distribuzione
La specie è nativa di Siberia orientale, Cina settentrionale, Manciuria e Corea .
 
È ampiamente coltivato in gran parte dell'Asia, Nord America e, in misura minore, dell'Europa.

## Avversità
Ne è particolarmente apprezzata la resistenza alla grafiosi e ai rapidi mutamenti delle condizioni atmosferiche (sopravvive anche a geli invernali molto spinti e a periodi prolungati di siccità).